# Молодість Мазепи (роман)
«Мо́лодість Мазе́пи» — роман українського письменника Михайла Старицького, перша книга, що розповідає про молоді роки майбутнього гетьмана України Івана Мазепи. Вперше була опублікована в 1898 в газеті «Московський листок», після чого була заборонена до публікації і вперше була перевидана в 1997 році російською, українською і англійською мовами. Причина заборони полягала в тому, що головним героєм книги є Іван Степанович Мазепа. У 1997 році книга була перевидана накладом 10 000 примірників.

## Сюжет
Про час написання роману повідомляє сам Михайло Старицький у своєму листі до Дмитра Яворницького від 10 квітня 1898 року: 
 «Я зараз пишу великий роман про Мазепу, Тільки шо ся тема небезпечна для цензури, а в цензурному смаку я не напишу»
Сюжет книги присвячений середовищу, в якому формувався світогляд Івана Мазепи і яке визначило його подальші вчинки як державного діяча. Старицький підкреслює, що життя Мазепи на хуторі, в простій козацькій родині, де краса природи гармонує з красою людських відносин, надалі порівнювалося Мазепою з прогнилими засадами королівського двору Польщі, куди він був направлений на навчання. Окремим сюжетом описані стосунки Івана Мазепи з його першим коханням — козачкою Галиною, яка зіграла важливу роль у подальшій долі майбутнього гетьмана.

Іван Мазепа в романі Старицького — молодий політик-інтелектуал, політик-патріот, дипломат і воїн, що воює розумом, а не шаблею. Описуючи молодість Мазепи, Старицький пояснює подальші вчинки майбутнього гетьмана традиціями роду Мазеп і відповідним вихованням: 
 … Батько Івана, Степан Мазепа, все не хотів до Москви прилучатися, з Виговським був заодно … Наш був і тілом, і душею, від козаків не відступав, ні! … Мазепи не були перевертнями, зрадниками, і не будуть! … "
.

## Критика роману
Описаний образ Івана Мазепи, який йшов врозріз з офіційною позицією російського царизму, викликало побоювання у головного редактора «Московського листка», який був змушений звернутися до Старицького з пропозиціями трохи «Підкоригувати» образ головного героя: 
 «Найдобріший Михайло Петрович! Вибачте, що довго не відповідав: справ так багато, що не знайдеться вільної хвилини. Микола Іванович (Пастухов, видавець газети. — В. П.) пропонує продовжити „Мазепу“, але я боюся одного: на першу половину вже звернуто увагу; в першій половині Мазепа — ледве не ідеальна людина, герой тощо Чи не такий він буде і в другій половині роману? Це незручно, краще тоді візьміть іншу тему; кажу це заради Вас же, щоб не вийшло 'небажаних непорозумінь…»
Професор Володимир Поліщук, аналізуючи роман «Молодість Мазепи» вказує, що роман «створювався так, щоб у читача не виникало сумнівів про симпатії самого автора до головного героя …», він створює «антиімперське, антианафемське «трактування образу гетьмана».